# 大施泰因巴赫
大施泰因巴赫是奥地利施蒂利亚州菲尔斯滕费尔德县的一个市镇。总面积21.24平方公里，总人口1382人，人口密度65.1人/平方公里（2001年）。